# Robert Lowell
Robert Lowell, född 1 mars 1917 i Boston, Massachusetts, död 12 september 1977 i New York, var en amerikansk poet.

## Biografi
Lowell föddes och växte upp i en framstående familj i Boston. Han studerade vid Harvard University i två år, innan han bytte till Kenyon College där han studerade under John Crowe Ransom. 1940 tog han en kandidatexamen därifrån.
Hans poesi uppvisar en stor mångfald och variation. 1944 debuterade han med diktsamlingen Land of Unlikeness. För Lord Weary's Castle, som kom 1946, mottog han Pulitzerpriset för poesi. De två första samlingarna präglas av hans konvertering från Episkopalkyrkan till katolska kyrkan. I hans tidiga poesi från 1940-talet präglas dikterna av ett noggrant konstruerat mönster, med traditionella versmått och rim. Detta ändrades dock under 1950-talet, delvis under inflytande av poeter såsom Allen Ginsberg och W. D. Snodgrass.
Den definitiva förändringen kom i och med Life Studies från 1959, som ofta anses vara hans mest välkända verk. I samlingen, vars inflytande på det engelska poesilandskapet har jämförts med T.S. Eliots Det öde landet, blev hans poesi alltmer personlig, och han kom att bli en förgrundsgestalt för det som har kallats för konfessionell poesi inom den amerikanska litteraturen, med ett starkt självbiografiskt drag. I och med det har han också ansetts vara en av de mest inflytelserika engelskspråkiga poeterna från 1900-talets andra hälft.
Lowell dog av en hjärtattack 1977.